# Tokuni Shinya
Shinya Tokuni (sinh ngày 8 tháng 4 năm 1981) là một cầu thủ bóng đá người Nhật Bản.

## Sự nghiệp câu lạc bộ
Shinya Tokuni đã từng chơi cho Consadole Sapporo.